# ギフトカード
ギフトカード（英称: gift card）とは、様々な店舗で利用することができる紙媒体の有価証券である。

## 概要
ギフトカードは、資金決済に関する法律（平成21年法律第59号）に規定する「前払式支払手段」である。
クレジットカード会社が発行する汎用的に利用することができるものから、小売店が発行するその店舗でのみ利用することができるもの（こちらは主に商品券と呼ばれる）ものまで様々ある。アメリカではもっとも代表的なギフトアイテムとして普及している。

## 主なギフトカード

### クレジットカード会社が取り扱うギフトカード
汎用的に利用することができるギフトカードは、クレジットカード会社が発行するものが特に有名である。クレジットカード会社が取り扱うギフトカードは、発行する会社の規定により釣り銭を出さないこととなっている。
クレジットカード会社が取り扱っているギフトカードの内、主なものは次表の通りである。ただし、次表における取扱会社・グループが資金決済に関する法律に規定する前払式支払手段発行者と同一であるとは限らない点に注意を要する。
| ギフトカードの名称                       | 取扱会社・グループ                    |
| ---------------------------------------- | ------------------------------------- |
| アメリカン・エキスプレス・ギフトクーポン | American Express International        |
| JCBギフトカード                          | JCBグループ                           |
| JCBギフトカード                          | ライフ                                |
| JCBギフトカード                          | トヨタファイナンス                    |
| VJAギフトカード                          | VJAグループ                           |
| VJAギフトカード                          | ジャックス                            |
| VJAギフトカード                          | NTTファイナンス                       |
| UCギフトカード                           | UCカードグループ                      |
| UCギフトカード                           | クレディセゾン                        |
| 三菱UFJニコスギフトカード                | 三菱UFJニコス                         |
| 三菱UFJニコスギフトカード                | DCカードグループ                      |
| 三菱UFJニコスギフトカード                | UFJカードグループ                     |
| 三菱UFJニコスギフトカード                | 三菱UFJニコスの提携（FC契約）金融機関 |
| KCギフトカード                           | KCカード                              |
| 日専連ギフトカード                       | 日専連グループ                        |

### その他の会社が取り扱う主なギフトカード
クレジットカード会社以外の会社が取り扱うギフトカードの内、クレジットカード会社が取り扱うギフトカードと同様に汎用的に利用することができるもので主なものは、次の通りである。
- JTBナイスギフト （JTB）[1]
- 全国共通ギフト券 （近畿日本ツーリスト）[2]
- ANAギフトカード （全日本空輸、2013年3月31日をもって販売終了）[1]
- びゅう商品券 （ビューカード）

### 旅行券（トラベルギフトカード）
旅行業者が発行するものは当該旅行業者の店舗で、旅行業者以外が発行するものは提携する旅行業者の店舗（加盟店）に於いてそれぞれ利用することができる。主なものは次の通り。
- VJAトラベルギフトカード （VJAグループ）
- ANA旅行券 （ANAセールス）
- JTB旅行券 （JTB）※2025年3月31日発売終了。
- ギフト旅行券 （日本旅行）
- ツーリスト旅行券 （近畿日本ツーリスト）
- JR東海ツアーズ旅行券 （ジェイアール東海ツアーズ）

## ギフトカードの加盟店
汎用的に利用することができるギフトカードは、主に次の様な業種の店舗で利用することができる。
- 百貨店
- スーパーマーケット
- ショッピングセンター
- コンビニエンスストア
- ホテル
- 専門店
- 飲食店

ほか